# Distretto di Ban Na Doem
Il distretto di Ban Na Doem (in thailandese: บ้านนาเดิม) è un distretto (amphoe) della Thailandia, situato nella provincia di Surat Thani.
| Controllo di autorità | VIAF (EN) 152889967 · LCCN (EN) nr96034249 · J9U (EN, HE) 987007540549005171 |